# Pacific Tri-Nations 2002
Das Pacific Tri-Nations 2002 war die 20. Ausgabe des Rugby-Union-Turniers Pacific Tri-Nations. Dabei spielten die Nationalmannschaften von Fidschi, Samoa und Tonga um den Titel des Ozeanien-Meisters. Nach sechs Spielen, in denen die drei Teilnehmer je zweimal gegen die beiden anderen Teams antraten, sicherte sich Fidschi zum zehnten Mal den Titel.
Die Spiele waren gleichzeitig Bestandteil des ozeanischen Qualifikationsturniers für die Weltmeisterschaft 2003.

## Tabelle
|    | Land    | Spiele | Siege | Unent. | Ndlg. | Spiel- punkte | Diff. | Tabellen- punkte |
| -- | ------- | ------ | ----- | ------ | ----- | ------------- | ----- | ---------------- |
| 1. | Fidschi | 4      | 3     | 0      | 1     | 123:80        | + 43  | 10               |
| 2. | Samoa   | 4      | 2     | 0      | 2     | 98:58         | + 40  | 10               |
| 3. | Tonga   | 4      | 1     | 0      | 3     | 71:154        | − 83  | 4                |

## Ergebnisse
| 1. Juni 2002 | Samoa                                             | 16 : 17        | Fidschi                               | Apia Park, Apia |
| 1. Juni 2002 | Versuche: Faʻatau Tuilagi Straftritte: Leaega (2) | (11:9) Bericht | Versuche: Mow Straftritte: Little (4) | Apia Park, Apia |

| 7. Juni 2002 | Tonga                                                            | 22 : 47 | Fidschi                                                                                  | Teufaiva Sport Stadium, Nukuʻalofa Zuschauer: 5.000 Schiedsrichter: Peter Marshall (Australien) |
| 7. Juni 2002 | Versuche: Maʻilei Pale Tatafu Erhöhungen: Hola Straftritte: Hola | Bericht | Versuche: Mow Rauluni Ruivadra Satala (2) Erhöhungen: Little (5) Straftritte: Little (4) | Teufaiva Sport Stadium, Nukuʻalofa Zuschauer: 5.000 Schiedsrichter: Peter Marshall (Australien) |

| 15. Juni 2002 | Tonga                                     | 16 : 27 | Samoa                                                                    | Teufaiva Sport Stadium, Nukuʻalofa Schiedsrichter: Paddy O’Brien (Neuseeland) |
| 15. Juni 2002 | Versuche: Hala Kafatolu Straftritte: Hola | Bericht | Versuche: Faʻatau (2) Lima Sititi Erhöhungen: Vaʻa (2) Straftritte: Vaʻa | Teufaiva Sport Stadium, Nukuʻalofa Schiedsrichter: Paddy O’Brien (Neuseeland) |

| 22. Juni 2002 | Fidschi                                      | 12 : 22       | Samoa                                                                | Prince Charles Park, Nadi Zuschauer: 10.000 Schiedsrichter: Wayne Erickson (Australien) |
| 22. Juni 2002 | Versuche: Delasau Narruhn Erhöhungen: Little | (5:3) Bericht | Versuche: Faʻatau (2) Leupolu Erhöhungen: Vaʻa (2) Straftritte: Vaʻa | Prince Charles Park, Nadi Zuschauer: 10.000 Schiedsrichter: Wayne Erickson (Australien) |

| 28. Juni 2002 | Samoa                                                                       | 31 : 13        | Tonga                                                        | Apia Park, Apia Schiedsrichter: Paddy O’Brien (Neuseeland) |
| 28. Juni 2002 | Versuche: Sevealiʻi Soʻoialo (2) Erhöhungen: Vaʻa (2) Straftritte: Vaʻa (4) | (13:6) Bericht | Versuche: Fonua Erhöhungen: Maʻilei Straftritte: Maʻilei (2) | Apia Park, Apia Schiedsrichter: Paddy O’Brien (Neuseeland) |

| 6. Juli 2002 | Fidschi                                                                                                 | 47 : 20        | Tonga                                                                              | Prince Charles Park, Nadi Zuschauer: 8.000 Schiedsrichter: Stuart Dickinson (Australien) |
| 6. Juli 2002 | Versuche: Ligairi (2) Mow Narruhn Rawaqa Satala Tawake Erhöhungen: Narruhn (3) Straftritte: Narruhn (2) | (23:6) Bericht | Versuche: Afeaki Hola Erhöhungen: Maʻilei (2) Straftritte: Maʻilei Dropgoals: Hola | Prince Charles Park, Nadi Zuschauer: 8.000 Schiedsrichter: Stuart Dickinson (Australien) |